# Erik Ahlstrand
Erik Ahlstrand, né le 14 octobre 2001 à Halmstad en Suède, est un footballeur international suédois qui évolue au poste de milieu central au FC St. Pauli.

## Biographie

### En club
Né à Halmstad en Suède, Erik Ahlstrand commence le football à l'IF Leikin, avant de rejoindre à 11 ans l'Halmstads BK. Il joue son premier match en professionnel le 2 avril 2019, à l'occasion de la première journée de la saison 2019 de la Superettan contre le Jönköpings Södra IF. Il est titularisé et son équipe s'impose par un but à zéro.
Le 2 décembre 2019, Ahlstrand prolonge son contrat à l'Halmstads BK jusqu'en décembre 2022.
Il joue son premier match dans l'Allsvenskan, la première division suédoise, le 18 avril 2021, lors de la deuxième journée de la saison 2021 face à l'IK Sirius. Il entre en jeu et son équipe est battue par un but à zéro.
Le 7 septembre 2022, Ahlstrand prolonge avec l'Halmstads BK. Il est alors lié au club jusqu'en décembre 2024.
Ahlstrand inscrit son premier but en première division le 8 avril 2023 face au Degerfors IF. Titularisé, il ouvre le score, mais ne peut empêcher la défaite de son équipe (3-1 score final).
Le 27 janvier 2024, Erik Ahlstrand rejoint l'Allemagne afin de s'engager en faveur du FC St. Pauli.

### En sélection
Erik Ahlstrand compte une sélection avec l'équipe de Suède des moins de 18 ans, obtenue le 11 octobre 2019 face à l'Islande (défaite aux tirs au but des Suédois).
Ahlstrand représente l'équipe de Suède des moins de 19 ans, jouant un total de deux matchs, les deux en 2019.